# شخض المايا
شخض المايا (الاسم العلمي:Justicia maya) هو نوع غير مؤكد من النباتات يتبع جنس الشخض من الفصيلة الأقنتية.